# Маріам Рамон-Клімент
Маріам Рамон Клімент (ісп. Mariam Ramón Climent; нар. 26 серпня 1976) — колишня іспанська тенісистка.
Найвищу одиночну позицію світового рейтингу — 124 місце досягла 20 вересня 1999, парну — 120 місце — 03 травня 1999 року.
Здобула 6 одиночних та 6 парних титулів туру ITF.
Завершила кар'єру 2004 року.

## Фінали ITF в одиночному розряді: 10 (6–4)
| турніри $100,000 |
| турніри $75,000  |
| турніри $50,000  |
| турніри $25,000  |
| турніри $10,000  |

| Результат | Ранг | Дата              | Турнір                     | Покриття | Суперниця у фіналі      | Рахунок у фіналі |
| Поразка   | 1.   | 10 травня 1993    | Барселона, Іспанія         | Ґрунт    | Анхелес Монтоліо        | 6–7(3–7), 4–6    |
| Поразка   | 2.   | 7 лютого 1994     | Фару, Португалія           | Тверде   | Крістіна Торренс-Валеро | 3–6, 4–6         |
| Перемога  | 3.   | 9 травня 1994     | Мульєт-дал-Бальєс, Іспанія | Ґрунт    | Наталі Деші             | 6–0, 6–0         |
| Поразка   | 4.   | 2 жовтня 1995     | Льєйда, Іспанія            | Ґрунт    | Сандра Допфер           | 1–6, 1–6         |
| Перемога  | 5.   | 20 квітня 1998    | Ешпіню, Португалія         | Ґрунт    | Алісія Ортуньйо         | 6–0, 6–2         |
| Перемога  | 6.   | 27 квітня 1998    | Гатфілд, Велика Британія   | Ґрунт    | Ліззі Джелфс            | 6–1, 1–6, 6–3    |
| Перемога  | 7.   | 28 вересня 1998   | Льєйда, Іспанія            | Ґрунт    | Юлія Вакуленко          | 6–1, 6–3         |
| Перемога  | 8.   | 23 листопада 1998 | Ліма, Перу                 | Ґрунт    | Жанетта Гусарова        | 6–1, 4–1 ret.    |
| Поразка   | 9.   | 26 квітня 1999    | Ешпіню, Португалія         | Ґрунт    | Евелін Фаут             | 3–6, 6–4, 5–7    |
| Перемога  | 10.  | 19 червня 2000    | Горіція, Італія            | Ґрунт    | Даллі Рандріантефі      | 6–2, 6–1         |

## Фінали ITF у парному розряді: 14 (6-8)
| турніри $100,000 |
| турніри $75,000  |
| турніри $50,000  |
| турніри $25,000  |
| турніри $10,000  |

| Результат | Ранг | Дата            | Турнір                               | Покриття  | Партнерка                  | Суперниці у фіналі                                   | Рахунок у фіналі   |
| Поразка   | 1.   | 27 червня 1994  | Касерес (Іспанія), Іспанія           | Тверде    | Марія Санчес Лоренсо       | Гала Леон Гарсія Ханет Соуто                         | 6–4, 2–6, 1–6      |
| Перемога  | 2.   | 27 квітня 1998  | Гатфілд, Велика Британія             | Ґрунт     | Селесте Контін             | Ліззі Джелфс Аманда Кін                              | 3–6, 6–3, 6–4      |
| Перемога  | 3.   | 1 червня 1998   | Битом, Польща                        | Ґрунт     | Роса Марія Андрес Родрігес | Людмила Черванова Жанетта Гусарова                   | 6–3, 6–3           |
| Перемога  | 4.   | 28 вересня 1998 | Льєйда, Іспанія                      | Ґрунт     | Патрісія Азнар             | Шарлотте Оґор Марія Расмуссен                        | 6–2, 6–0           |
| Поразка   | 5.   | 15 березня 1999 | Дінан (Кот-д'Армор), Франція         | Ґрунт (i) | Роса Марія Андрес Родрігес | Жанетта Гусарова Ріта Куті-Кіш                       | 4–6, 2–6           |
| Поразка   | 6.   | 24 травня 1999  | Будапешт, Угорщина                   | Ґрунт     | Ева Бес                    | Аліче Канепа Тетяна Пучек                            | 3–6, 0–6           |
| Перемога  | 7.   | 14 червня 1999  | Горіція, Італія                      | Ґрунт     | Хісела Рієра               | Маркета Кохта Еріка Краут                            | 7–5, 6–3           |
| Поразка   | 8.   | 30 серпня 1999  | Денен, Франція                       | Ґрунт     | Лусіана Масанте            | Роса Марія Андрес Родрігес Кончіта Мартінес Гранадос | 1–6, 4–6           |
| Поразка   | 9.   | 2 жовтня 2000   | Жирона, Іспанія                      | Ґрунт     | Хісела Рієра               | Ева Бес Лурдес Домінгес Ліно                         | 2–4, 2–4           |
| Поразка   | 10.  | 21 серпня 2001  | Марибор, Словенія                    | Ґрунт     | Катарина Мишич             | Ольга Виметалкова Габріела Хмелінова                 | 2–6, 2–6           |
| Перемога  | 11.  | 17 вересня 2001 | Лечче, Італія                        | Ґрунт     | Анжеліка Реш               | Андрея Ехрітт-Ванк Марія Паола Дзавальї              | 7–6(8–6), 7–6(8–6) |
| Перемога  | 12.  | 4 лютого 2002   | Майорка, Іспанія                     | Ґрунт     | Роса Марія Андрес Родрігес | Дженніфер Шмідт Марія Вольфбрандт                    | 6–2, 6–3           |
| Поразка   | 13.  | 2 березня 2003  | Лас-Пальмас-де-Гран-Канарія, Іспанія | Ґрунт     | Лурдес Домінгес Ліно       | Марія Хосе Санчес Алаєто Марта Фрага                 | 6–2, 5–7, 3–6      |
| Поразка   | 14.  | 17 березня 2003 | Кастельйон-де-ла-Плана, Іспанія      | Ґрунт     | Роса Марія Андрес Родрігес | Людмила Черванова Станіслава Грозенська              | 6–4, 3–6, 0–6      |